# Liste der Kulturdenkmale in der Deutschsprachigen Gemeinschaft
Dies ist eine Liste der Kulturdenkmale in der Deutschsprachigen Gemeinschaft von Belgien, geordnet nach Gemeinden.

## Liste
- Liste der Kulturdenkmale in Amel
- Liste der Kulturdenkmale in Burg-Reuland
- Liste der Kulturdenkmale in Büllingen
- Liste der Kulturdenkmale in Bütgenbach
- Liste der Kulturdenkmale in Eupen
- Liste der Kulturdenkmale in Kelmis
- Liste der Kulturdenkmale in Lontzen
- Liste der Kulturdenkmale in Raeren
- Liste der Kulturdenkmale in Sankt Vith

## Quelle
- Geschützte Objekte